# Militello Rosmarino
Militello Rosmarino település Olaszországban, Szicília régióban, Messina megyében. Lakosainak száma 1163 fő (2023. január 1.). Militello Rosmarino San Marco d’Alunzio, Sant’Agata di Militello, Torrenova, Capri Leone, Alcara Li Fusi, San Fratello, Capo d’Orlando és Cesarò községekkel határos.

## Népesség
A település lakossága az elmúlt években az alábbi módon változott:
| Lakosok száma | 1291 | 1276 | 1163 |
|               | 2017 | 2018 | 2023 |